# رالف پیرسون
رالف پیرسون (انگلیسی: Ralph Pearson؛ زادهٔ ۱۲ ژانویهٔ ۱۹۱۹) شیمی‌دان اهل ایالات متحده آمریکا است. عمده شهرت وی به واسطه مطرح کردن نظریه اسید و باز پیرسون موسوم به نظریه اچ‌اس‌ای‌بی است.
وی همچنین برندهٔ جوایزی همچون کمک‌هزینه گوگنهایم شده‌است.